# Étais
Pour la commune homonyme dans le département de l'Yonne, voir Étais-la-Sauvin.
Étais est une commune française située dans le département de la Côte-d'Or, en région Bourgogne-Franche-Comté.

## Géographie

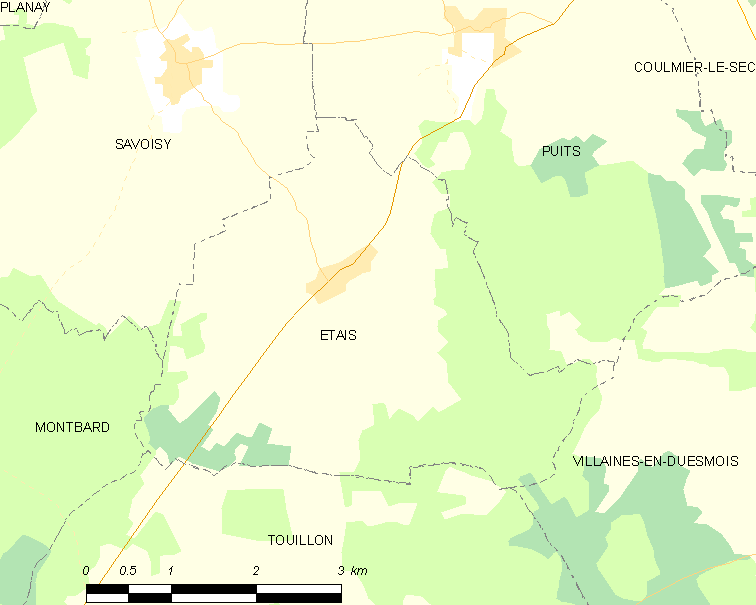

La commune d'Étais occupe une superficie totale de 14 km2 située entre 303 et 362 mètres d'altitude.

### Accès
Coulmier-le-Sec est situé sur la départementale 980 reliant Châtillon-sur-Seine à Cluny.
Les gares les plus proches sont celles de Montbard (12,53 kilomètres), Venarey-les-Laumes (18,52 kilomètres) et Nuits (17,04 kilomètres). La commune est desservie par la ligne de cars reliant Châtillon-sur-Seine à la gare de Montbard (TGV).

### Climat
Pour des articles plus généraux, voir Climat de la Bourgogne-Franche-Comté et Climat de la Côte-d'Or.
En 2010, le climat de la commune est de type climat des marges montargnardes, selon une étude du Centre national de la recherche scientifique s'appuyant sur une série de données couvrant la période 1971-2000. En 2020, Météo-France publie une typologie des climats de la France métropolitaine dans laquelle la commune est exposée à un climat océanique altéré et est dans la région climatique  Lorraine, plateau de Langres, Morvan, caractérisée par un hiver rude (1,5 °C), des vents modérés et des brouillards fréquents en automne et hiver. 
Pour la période 1971-2000, la température annuelle moyenne est de 9,9 °C, avec une amplitude thermique annuelle de 16,3 °C. Le cumul annuel moyen de précipitations est de 859 mm, avec 12,4 jours de précipitations en janvier et 8,6 jours en juillet. Pour la période 1991-2020, la température moyenne annuelle observée sur la station météorologique de Météo-France la plus proche, « Montbard_sapc », sur la commune de Montbard à 12 km à vol d'oiseau, est de 11,4 °C et le cumul annuel moyen de précipitations est de 853,5 mm,. Pour l'avenir, les paramètres climatiques de la commune estimés pour 2050 selon différents scénarios d'émission de gaz à effet de serre sont consultables sur un site dédié publié par Météo-France en novembre 2022.

## Urbanisme

### Typologie
Au 1er janvier 2024, Étais est catégorisée commune rurale à habitat dispersé, selon la nouvelle grille communale de densité à 7 niveaux définie par l'Insee en 2022.
Elle est située hors unité urbaine. Par ailleurs la commune fait partie de l'aire d'attraction de Montbard, dont elle est une commune de la couronne,. Cette aire, qui regroupe 34 communes, est catégorisée dans les aires de moins de 50 000 habitants,.

### Occupation des sols
L'occupation des sols de la commune, telle qu'elle ressort de la base de données européenne d’occupation biophysique des sols Corine Land Cover (CLC), est marquée par l'importance des territoires agricoles (65,9 % en 2018), en augmentation par rapport à 1990 (64,3 %). La répartition détaillée en 2018 est la suivante : 
terres arables (65,9 %), forêts (32,3 %), zones urbanisées (1,8 %). L'évolution de l’occupation des sols de la commune et de ses infrastructures peut être observée sur les différentes représentations cartographiques du territoire : la carte de Cassini (XVIIIe siècle), la carte d'état-major (1820-1866) et les cartes ou photos aériennes de l'IGN pour la période actuelle (1950 à aujourd'hui).

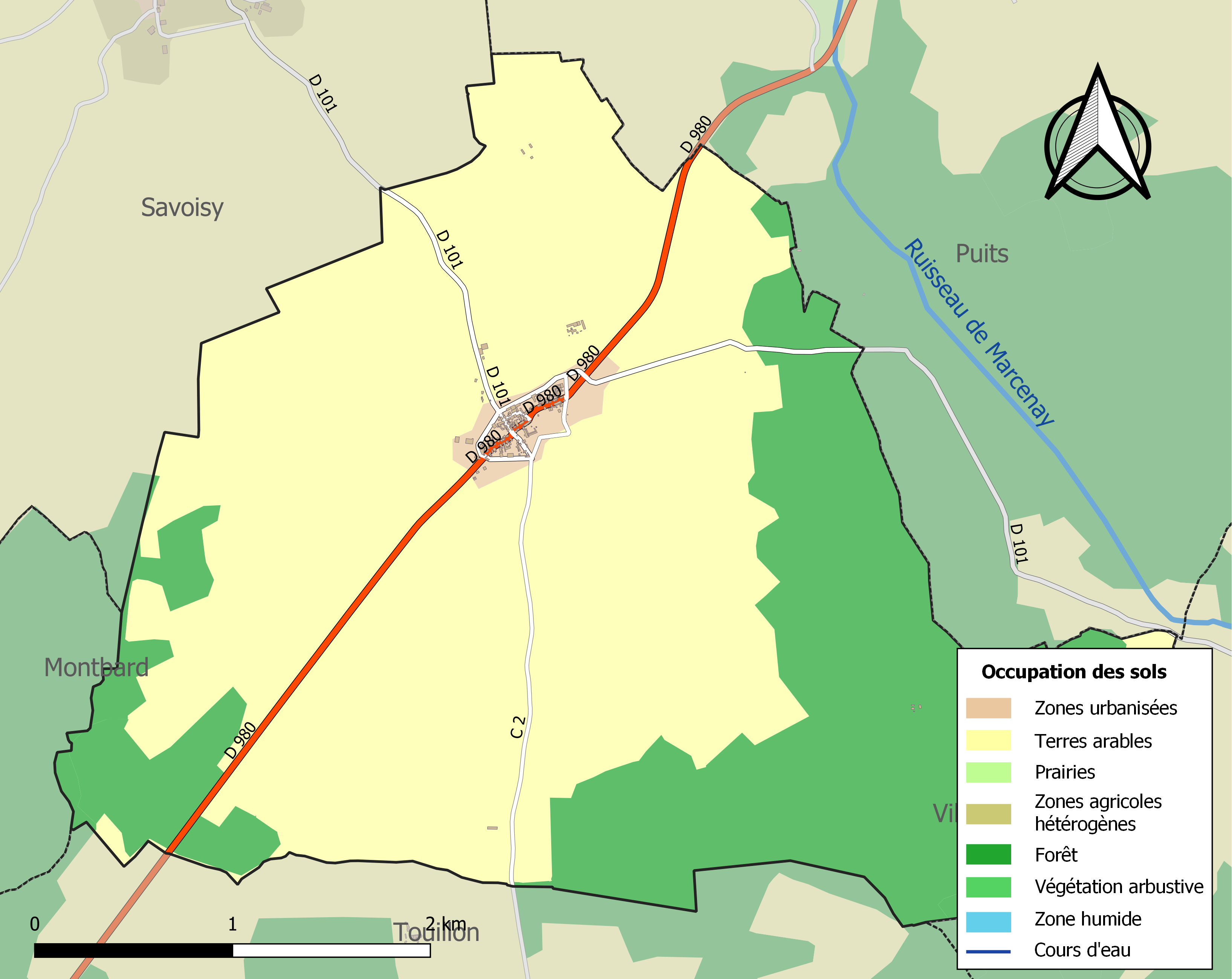
Carte des infrastructures et de l'occupation des sols de la commune en 2018 (CLC).

## Histoire

### Moyen Âge
Située sur un des chemins de Saint-Jacques-de-Compostelle, on y note en 1207 l'existence d'un hospice pour pèlerins pauvres dépendant des Antonins de la commanderie de Norges.

### Époque moderne
Jusqu'à la Révolution, Étais dépend du bailliage de Semur-en-Auxois du duché de Bourgogne.

## Politique et administration
| Période                                  | Période   | Identité          | Étiquette | Qualité |
| ---------------------------------------- | --------- | ----------------- | --------- | ------- |
| 1983                                     | mars 2014 | Rémi Vincent      |           |         |
| mars 2014                                | 2020      | Françoise Renard  |           |         |
| 2020                                     | En cours  | Claude Bouttefroy |           |         |
| Les données manquantes sont à compléter. |           |                   |           |         |

Étais appartient :
- à l'arrondissement de Montbard,
- au canton de Laignes et
- à la communauté de communes du pays châtillonnais.

## Démographie
L'évolution du nombre d'habitants est connue à travers les recensements de la population effectués dans la commune depuis 1793. Pour les communes de moins de 10 000 habitants, une enquête de recensement portant sur toute la population est réalisée tous les cinq ans, les populations de référence des années intermédiaires étant quant à elles estimées par interpolation ou extrapolation. Pour la commune, le premier recensement exhaustif entrant dans le cadre du nouveau dispositif a été réalisé en 2005.

En 2022, la commune comptait 76 habitants, en évolution de −11,63 % par rapport à 2016 (Côte-d'Or : +0,82 %, France hors Mayotte : +2,11 %).
| 1793 | 1800 | 1806 | 1821 | 1831 | 1836 | 1841 | 1846 | 1851 |
| ---- | ---- | ---- | ---- | ---- | ---- | ---- | ---- | ---- |
| 271  | 253  | 280  | 286  | 308  | 314  | 302  | 298  | 288  |

| 1856 | 1861 | 1866 | 1872 | 1876 | 1881 | 1886 | 1891 | 1896 |
| ---- | ---- | ---- | ---- | ---- | ---- | ---- | ---- | ---- |
| 248  | 246  | 255  | 233  | 209  | 210  | 191  | 189  | 193  |

| 1901 | 1906 | 1911 | 1921 | 1926 | 1931 | 1936 | 1946 | 1954 |
| ---- | ---- | ---- | ---- | ---- | ---- | ---- | ---- | ---- |
| 185  | 171  | 161  | 160  | 166  | 144  | 134  | 138  | 137  |

| 1962 | 1968 | 1975 | 1982 | 1990 | 1999 | 2005 | 2006 | 2010 |
| ---- | ---- | ---- | ---- | ---- | ---- | ---- | ---- | ---- |
| 127  | 132  | 140  | 122  | 96   | 87   | 88   | 88   | 92   |

| 2015 | 2020 | 2022 | - | - | - | - | - | - |
| ---- | ---- | ---- | - | - | - | - | - | - |
| 86   | 76   | 76   | - | - | - | - | - | - |

## Culture locale et patrimoine

### Lieux et monuments
- l'église romane Saint-Barthélemy. Statuaire ancienne dont un saint Michel du XVe siècle.
- Le château d'Étais, privé, ne se visite pas.
- A la sortie nord-est l'hôpital Saint-Antoine, ancienne étape vers Compostelle. Actuellement exploitation agricole.
- En direction de Savoisy (sortie ouest) les vestiges d'une porte de ville du XVIIe siècle protégée par une Vierge.

### Personnalités liées à la commune
- Léopold Cernesson

### Héraldique
| Blason | Blasonnement : D'azur aux trois têtes de bélier d'argent, au chef bandé d'or et d'azur de six pièces à la bordure de gueules. |